# Belleville, Ontario
Belleville este un oraș localizat la gura de vărsare a râului Moira în Ontario, Canada.

## Climă
| Date climatice pentru Belleville (1981−2010) | Date climatice pentru Belleville (1981−2010) | Date climatice pentru Belleville (1981−2010) | Date climatice pentru Belleville (1981−2010) | Date climatice pentru Belleville (1981−2010) | Date climatice pentru Belleville (1981−2010) | Date climatice pentru Belleville (1981−2010) | Date climatice pentru Belleville (1981−2010) | Date climatice pentru Belleville (1981−2010) | Date climatice pentru Belleville (1981−2010) | Date climatice pentru Belleville (1981−2010) | Date climatice pentru Belleville (1981−2010) | Date climatice pentru Belleville (1981−2010) | Date climatice pentru Belleville (1981−2010) |
| Luna                                         | Ian                                          | Feb                                          | Mar                                          | Apr                                          | Mai                                          | Iun                                          | Iul                                          | Aug                                          | Sep                                          | Oct                                          | Nov                                          | Dec                                          | Anual                                        |
| -------------------------------------------- | -------------------------------------------- | -------------------------------------------- | -------------------------------------------- | -------------------------------------------- | -------------------------------------------- | -------------------------------------------- | -------------------------------------------- | -------------------------------------------- | -------------------------------------------- | -------------------------------------------- | -------------------------------------------- | -------------------------------------------- | -------------------------------------------- |
| Maxima medie °C (°F)                         | −2.2 (28)                                    | −0.5 (31,1)                                  | 4.1 (39,4)                                   | 11.7 (53,1)                                  | 18.7 (65,7)                                  | 23.9 (75)                                    | 26.8 (80,2)                                  | 25.7 (78,3)                                  | 21.0 (69,8)                                  | 13.7 (56,7)                                  | 7.2 (45)                                     | 1.2 (34,2)                                   | 12,6 (54,7)                                  |
| Media zilnică °C (°F)                        | −6.7 (19,9)                                  | −5.1 (22,8)                                  | −0.4 (31,3)                                  | 7.0 (44,6)                                   | 13.7 (56,7)                                  | 19.0 (66,2)                                  | 21.8 (71,2)                                  | 20.8 (69,4)                                  | 16.3 (61,3)                                  | 9.5 (49,1)                                   | 3.6 (38,5)                                   | −2.6 (27,3)                                  | 8,1 (46,6)                                   |
| Minima medie °C (°F)                         | −11.1 (12)                                   | −9.7 (14,5)                                  | −5 (23)                                      | 2.3 (36,1)                                   | 8.7 (47,7)                                   | 14.0 (57,2)                                  | 16.9 (62,4)                                  | 15.9 (60,6)                                  | 11.7 (53,1)                                  | 5.3 (41,5)                                   | 0.1 (32,2)                                   | −6.3 (20,7)                                  | 3,6 (38,5)                                   |
| Minima istorică °C (°F)                      | −37.8 (−36.0)                                | −39.4 (−38.9)                                | −29.4 (−20.9)                                | −17.2 (1)                                    | −7.2 (19)                                    | 0.0 (32)                                     | 6.1 (43)                                     | 3.3 (37,9)                                   | −1.7 (28,9)                                  | −10 (14)                                     | −22.2 (−8.0)                                 | −34.4 (−29.9)                                | −39,4 (−38,9)                                |
| Precipitații mm (inches)                     | 67.3 (2.65)                                  | 58.1 (2.287)                                 | 62.4 (2.457)                                 | 75.8 (2.984)                                 | 81.3 (3.201)                                 | 74.5 (2.933)                                 | 65.1 (2.563)                                 | 75.5 (2.972)                                 | 91.9 (3.618)                                 | 85.2 (3.354)                                 | 95.7 (3.768)                                 | 79.1 (3.114)                                 | 911,6 (35,89)                                |
| Ploaie mm (inches)                           | 30.6 (1.205)                                 | 29.4 (1.157)                                 | 40.3 (1.587)                                 | 69.2 (2.724)                                 | 81.2 (3.197)                                 | 74.5 (2.933)                                 | 65.1 (2.563)                                 | 75.5 (2.972)                                 | 91.9 (3.618)                                 | 84.9 (3.343)                                 | 84.7 (3.335)                                 | 44.6 (1.756)                                 | 771,9 (30,39)                                |
| Zăpadă cm (inches)                           | 36.8 (14.49)                                 | 28.6 (11.26)                                 | 22.1 (8.7)                                   | 6.5 (2.56)                                   | 0.0 (0)                                      | 0.0 (0)                                      | 0.0 (0)                                      | 0.0 (0)                                      | 0.0 (0)                                      | 0.2 (0.08)                                   | 11.0 (4.33)                                  | 34.5 (13.58)                                 | 139,7 (55)                                   |
| Nr. de zile cu precipitații (≥ 0.2 mm)       | 15.4                                         | 11.8                                         | 12.0                                         | 12.2                                         | 12.4                                         | 11.6                                         | 9.7                                          | 10.5                                         | 11.3                                         | 13.5                                         | 14.0                                         | 14.2                                         | 148,6                                        |
| Nr. mediu de zile ploioase (≥ 0.2 mm)        | 5.3                                          | 4.9                                          | 7.4                                          | 11.0                                         | 12.3                                         | 11.6                                         | 9.7                                          | 10.5                                         | 11.3                                         | 13.4                                         | 11.4                                         | 7.5                                          | 116,2                                        |
| Nr. mediu de zile cu ninsoare (≥ 0.2 cm)     | 11.7                                         | 8.5                                          | 6.4                                          | 2.1                                          | 0.04                                         | 0.0                                          | 0.0                                          | 0.0                                          | 0.0                                          | 0.12                                         | 3.7                                          | 8.8                                          | 41,2                                         |
| Sursă: Environment Canada                    |                                              |                                              |                                              |                                              |                                              |                                              |                                              |                                              |                                              |                                              |                                              |                                              |                                              |

## Personalități născute aici
- Avril Lavigne (n. 1984), cântăreață, actriță.

## Legături externe
- City of Belleville